# Campionati del mondo di atletica leggera indoor 2014 - Staffetta 4×400 metri maschile
La staffetta 4×400 metri maschile si è tenuta in 2 giorni, l'8 (batterie) ed il 9 marzo 2014. Si sono qualificate 10 squadre.

## Risultati

### Batterie
Vanno in finale le prime 2 di ogni batteria più i 2 migliori tempi.
| Pos | Batteria | Corsia | Nazione                | Atleti                                                            | Tempo   | Note  |
| --- | -------- | ------ | ---------------------- | ----------------------------------------------------------------- | ------- | ----- |
| 1   | 1        | 6      | Stati Uniti (bandiera) | Clayton Parros, Ricky Babineaux, Kind Butler, Calvin Smith Jr.    | 3:04.36 | Q     |
| 2   | 2        | 6      | Regno Unito (bandiera) | Conrad Williams, Michael Bingham, Jamie Bowie, Luke Lennon-Ford   | 3:06.09 | Q, SB |
| 3   | 1        | 4      | Giamaica (bandiera)    | Errol Nolan, Allodin Fothergill, Dane Hyatt, Jermaine Brown       | 3:06.12 | Q, SB |
| 4   | 1        | 5      | Polonia (bandiera)     | Kacper Kozłowski, Patryk Dobek, Łukasz Krawczuk, Jakub Krzewina   | 3:06.50 | q, SB |
| 5   | 2        | 4      | Russia (bandiera)      | Lev Mosin, Denis Kudryavtsev, Aleksandr Khyutte, Vladimir Krasnov | 3:06.63 | Q, SB |
| 6   | 1        | 2      | Ucraina (bandiera)     | Vitaliy Butrym, Yevhen Hutsol, Dmytro Bikulov, Danylo Danylenko   | 3:07.54 | q, NR |
| 7   | 2        | 2      | Nigeria (bandiera)     | Tobi Ogunmola, Noah Akwu, Salihu Isah, Cristian Morton            | 3:07.95 | AR    |
| 8   | 2        | 5      | Bahamas (bandiera)     | Ramon Miller, Michael Mathieu, Andretti Bain, LaToy Williams      | 3:09.79 |       |
| 9   | 1        | 3      | Spagna (bandiera)      | Mark Ujakpor, Samuel García, Daniel Andújar, Kevin López          | 3:10.17 | SB    |
| 10  | 2        | 3      | Giappone (bandiera)    | Kengo Yamazaki, Kaisei Yui, Nobuya Kato, Yuzo Kanemaru            | 3:12.63 | SB    |

### Finale
| Pos | Corsia | Nazione                | Athletes                                                                      | Tempo   | Note |
| --- | ------ | ---------------------- | ----------------------------------------------------------------------------- | ------- | ---- |
| 1   | 6      | Stati Uniti (bandiera) | Kyle Clemons, David Verburg, Kind Butler, Calvin Smith Jr.                    | 3:02.13 | WIR  |
| 2   | 5      | Regno Unito (bandiera) | Conrad Williams, Jamie Bowie, Luke Lennon-Ford, Nigel Levine                  | 3:03.49 | SB   |
| 3   | 3      | Giamaica (bandiera)    | Errol Nolan, Allodin Fothergill, Akheem Gauntlett, Edino Steele               | 3:03.69 | NR   |
| 4   | 1      | Polonia (bandiera)     | Kacper Kozłowski, Rafał Omelko, Michał Pietrzak, Jakub Krzewina               | 3:04.39 | SB   |
| 5   | 4      | Russia (bandiera)      | Konstantin Petryashov, Denis Kudryavtsev, Aleksandr Khyutte, Vladimir Krasnov | 3:07.12 |      |
| 6   | 2      | Ucraina (bandiera)     | Vitaliy Butrym, Yevhen Hutsol, Dmytro Bikulov, Danylo Danylenko               | 3:08.79 |      |